# Rejzekius bicolor
Rejzekius bicolor là một loài bọ cánh cứng trong họ Cerambycidae.